# Noxx (Hörfunksender)
Noxx (Eigenschreibweise: NOXX) ist ein privater Hörfunksender mit Sitz in Oberhausen. Betreiber ist die Radio NRW GmbH, welche auch ein Mantelprogramm für Lokalradios in Nordrhein-Westfalen produziert.
Noxx, abgeleitet von lateinisch nox ‚Nacht‘, wird innerhalb dieses Rahmenprogramms zugleich als Name der nächtlichen Sendestrecke verwendet.

## Programm
Noxx sendet seit 2. November 2021, 6 Uhr, ein 24-Stunden-Musikprogramm. Der erste Moderator des Senders war Daniel Wallroth, der ein Jahr lang die Morningshow moderierte. Zum Gründungsteam gehörten u. a. auch Nehle Schröter und Michel Mertens. Dominik Schwanenengel und Simon Pannock moderierten später auch. Dann wurde das Moderationsteam so weit aufgestockt, dass auch der Mittag und Nachmittag bis 18 Uhr unter der Woche moderiert waren.
Seit dem 1. Oktober 2023 findet keine Live-Moderation mehr statt. Das Team wurde um die Moderatoren gekürzt. Stündlich werden Nachrichten gesendet. Hierbei bedient man sich bei den Zentralnachrichten von Radio NRW, die auch auf den Lokalradios zu hören sind. Zum 1. Juli 2024 wurden weitere Redakteure gekündigt. Inzwischen läuft eine automatisch generierte Playlist. Einen redaktionellen Inhalt gibt es nicht mehr.
Unter dem anfänglichen Motto Der neue Sound für NRW und dem aktuellen Motto Neuer Sound – Gute Musik wird ein Musikformat abseits des Mainstream angeboten. Es handelt sich um ein Modern-Pop-AC-Format – mit Ergänzungen aus den Genres Pop/Rock, Rock, R&B/Soul und Dance – und richtet sich an eine Kernzielgruppe zwischen 20 und 39 Jahren.

## Empfangsmöglichkeiten
Noxx ist via DAB+ im landesweiten Digitalradiomultiplex der audio.digital NRW GmbH auf Kanal 9D (208,064 MHz) sowie als Webstream empfangbar.